# Рем (міфологія)

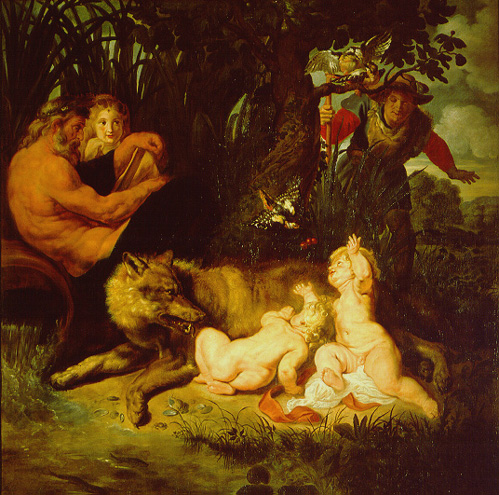
Фаустул знаходить Ромула і Рема, вигодуваних вовчицею, та дятла. Їх мати Рея Сільвія та бог річки Тіберин перебувають поряд.
Рубенс «Ромул, Рем і вовчиця», 1616 р., Рим, Капітолійські музеї.

Рем (лат. Remus) — брат Ромула, разом з ним заснував Рим. Був убитий братом під час суперечки за місце для заснування міста.
Близнят Ромула і Рема вигодувала послана від Марса вовчиця, а виховав місцевий пастух Фаустул. Підрісши, хлоп'ята довідалися, що вони — діти Реї Сільвії. Згодом Ромул і Рем повернули владу своєму дідові Нумітору, а самі вирішили заснувати нове місто. Під час зведення міських мурів між ними виникла суперечка, в якій Ромул убив Рема.
За легендою, Рем вибрав низовину між Палатинським і  Капітолійським пагорбами, але Ромул наполягав на тому, щоб заснувати місто на Палатинському пагорбі. Ворожіння не допомогло, спалахнула сварка, в ході якої Ромул убив свого брата. За іншою версією, Ромул вибрав Палатинський пагорб і спорудив навіть на ньому стіну, але Рем в насмішку перестрибнув через неї, що розлютило Ромула і змусило його убити власного брата.